# Philip 1., greve af Nassau-Saarbrücken-Weilburg
Philip 1., greve af Nassau-Saarbrücken-Weilburg (født omkring 1368 i Weilburg, død 2. juli 1429 i Wiesbaden) var regerende greve af Nassau-Weilburg fra 1371 og af Nassau-Saarbrücken fra 1381 til 1429.

## Forældre
Grev Philip 1. var søn af Johan 1., greve af Nassau-Weilburg (1309–1371) og arvegrevinde Johanna af Saarbrücken-Commercy (død i slutningen af 1381) (datter af grev Johan 2. af Saarbrücken-Commercy (1325–marts 1381)).

## Familie
Grev Philip 1. var først gift med Anna af Hohenlohe-Weikersheim (død 1410). De fik to børn.
Grev Philip 1. blev senere gift med Elisabeth af Lothringen (1395–1456). De fik tre børn. Deres ældste søn var Philip 2., greve af Nassau-Weilburg.

## Regeringstid
Grev Philip 1. mistede sin far, da han var tre år gammel, og hans mor overtog regentskabet af Nassau-Weilburg.
I marts 1381 døde grev Johan 2. af Saarbrücken-Commercy, og grev Philips mor blev regerende grevinde af Saarbrücken. Hun døde imidlertid senere det samme år, og 13 årige Philip blev også greve af Saarbrücken. Biskop Frederik af Blankenheim (1355–1423) blev formynder for den unge grev Philip.
Efter Grev Philip 1.s død i 1429 overtog Elisabeth af Lothringen, der var hans enke, regentskabet.
I 1442 delte Philip 1.s sønner Philip 2. af Nassau-Weilburg (1418–1492) og Johan af Nassau-Saarbrücken (1423–1472) arven imellem sig. Den ældste søn fik Weilburg, mens den yngste fik Saarbrücken.